# Bambusa blumeana
Bambusa blumeana ist eine Pflanzenart in der Gattung Bambusa innerhalb der Familie der Süßgräser (Poaceae). Sie wächst stellenweise dicht gruppiert im tropischen Südostasien.

## Beschreibung

### Vegetative Merkmale
Bambusa blumeana wächst als immergrüner, verholzter und bedornter Bambus. Die verholzten Halme wachsen 15 bis 24 Meter hoch, besitzen einen Durchmesser von 8 bis 15 cm und sind am oberen Ende grün und leicht gebeugt. Die hohlen Internodien weisen eine Länge von 25 bis 35 cm und eine Wandstärke von 2 bis 3 cm auf. Andere Botaniker fanden teilweise geringere Abmessungen. Im untersten Halmbereich sind die Internodien gefüllt, besonders unter trockenen Bedingungen und besitzen meist einen Ring graubrauner Luftwurzeln. Die Halme sind mit scharfen Dornen bewehrt, ähnlich wie nur 14 andere Bambusarten. Im oberen Bereich ab der Mitte stehen auch größere Seitenäste ab. Die immergrünen Laubblätter sind 10 bis 20 cm lang und 12 bis 25 mm breit.

### Generative Merkmale
Die Chromosomenzahl beträgt 2n = 68, 70 oder 72.

## Vorkommen
Bambusa blumeana kam ursprünglich auf Indonesien, der Malaiischen Halbinsel und Timor vor und wurde durch den Menschen in China, Thailand, Vietnam, Süd-Japan und den Philippinen verbreitet.
Bambusa blumeana gedeiht meist an sonnigen bis halbschattigen Standorten. Der Boden sollte, besonders bei trockenem Klima, feucht und sauer sein und einen pH-Wert von 5–6,5 aufweisen. Optimal sind lehmige oder sandig-lehmige Böden. Bambusa blumeana ist wenig salztolerant. Diese Bedingungen sind überwiegend entlang von Fließgewässern an Bergbächen oder in Hanglagen erfüllt. Bambusa blumeanakommt meist bis in Höhenlagen von 300 Metern, in Taiwan bis zu 1000 Metern vor.

## Systematik
Die Erstbeschreibung von Bambusa blumeana erfolgte 1830 durch Joseph August Schultes und Julius Hermann Schultes.
Bambusa blumeana steht phylogenetisch der australischen Bambusa arnhemica nahe, sie sind wohl Schwesterarten. Diese Verwandtschaft weist auf die Überwindung der Wallace-Linie bei der Ausbreitung von Bambusa aus Asien nach Sahul mittels des Brückenkopfes Timor bereits vor Ankunft des Menschen hin.

## Verwendung
Schößlinge von Bambusa blumeana sind essbar und werden in Südostasien als Gemüse gehandelt. Verholzte Halme werden vielfältig verwendet als Baumaterial, für Böden, Korbflechtereien, Möbel, Verschalungen, Essstäbchen, Hüte, Spielzeug.
Bambusa blumeana wird auch zur Rekultivierung von Ödflächen oder als Wind- und Erosionsschutzhecke in der Landwirtschaft angepflanzt.